# کورونیگالا
کورونیگالا (به لاتین: Kurunegala) یک منطقهٔ مسکونی در سری‌لانکا است که در استان شمال غربی، سری‌لانکا واقع شده‌است.

## خصوصیات
کورونیگالا ۱۱ کیلومترمربع مساحت و ۳۰٬۳۱۵ نفر جمعیت دارد و ۱۱۶ متر بالاتر از سطح دریا واقع شده‌است.